# Cercyon melanocephalus
Cercyon melanocephalus är en skalbaggsart som först beskrevs av Carl von Linné 1758.  Cercyon melanocephalus ingår i släktet Cercyon och familjen palpbaggar. Arten är reproducerande i Sverige. Inga underarter finns listade i Catalogue of Life.